# Fort William (Highland)
Fort William, schottisch-gälisch: An Gearasdan: „Die Festung“, ist mit 5883 Einwohnern die größte Stadt der westlichen schottischen Highlands in der Council Area Highland. Sie liegt am Ufer des Loch Linnhe am südlichen Ende des Great Glen. Durch die Nähe zum Ben Nevis, dem höchsten Berg Großbritanniens, ist Fort William eine touristische Hochburg mit Einkaufsstraße, Hotels und Bars.

## Geografie
Fort William liegt am Ufer des Loch Linnhe, der längsten Meeresbucht (Sea Loch) Schottlands, an den Mündungen der Flüsse Nevis und Lochy. Die Stadt und ihre Stadtteile sind von sehenswerten Bergen wie dem Ben Nevis umgeben. Loch Eil ist eine weitere Meeresbucht, die sich in der Nähe der Stadt mit dem Loch Linnhe verbindet.
Die nächstliegenden größeren Städte sind Inverness im Nordosten (etwa 90 km entfernt), und Glasgow im Südosten (etwa 120 km entfernt). Zu den kleineren Orten in der Umgebung zählen Mallaig, Fort Augustus und Oban. Etwa 20 km westlich von Fort William liegt Glenfinnan, wo sich das Glenfinnan Viaduct (auch bekannt als Harry-Potter-Brücke) befindet.

## Geschichte
Ursprünglich war die Gegend um Lochaber Land des Clan Cameron. Es gab eine Reihe von Ansiedlungen dieses Clans in der Umgebung (zum Beispiel Blarmacfoldach). Die Stadt hat sich um eine 1650 durch Oliver Cromwell unter dem Namen Fort Inverlochy gegründete Festung entwickelt. 1690 wurde die Festung durch William III. (dt. Wilhelm III.) in Fort William umbenannt. Während der Ort selbst zuerst den Namen Maryborough führte, dann in Gordonsburgh und später in Duncansborough umbenannt wurde, nahm er schließlich den Namen der Festung selbst an.

## Religion
Die St Andrew’s Episcopal Church wurde 1884 fertiggestellt. Das katholische Kirchengebäude St Mary and the Immaculate Conception ersetzte 1934 ein älteres Gebäude.

## Verkehr

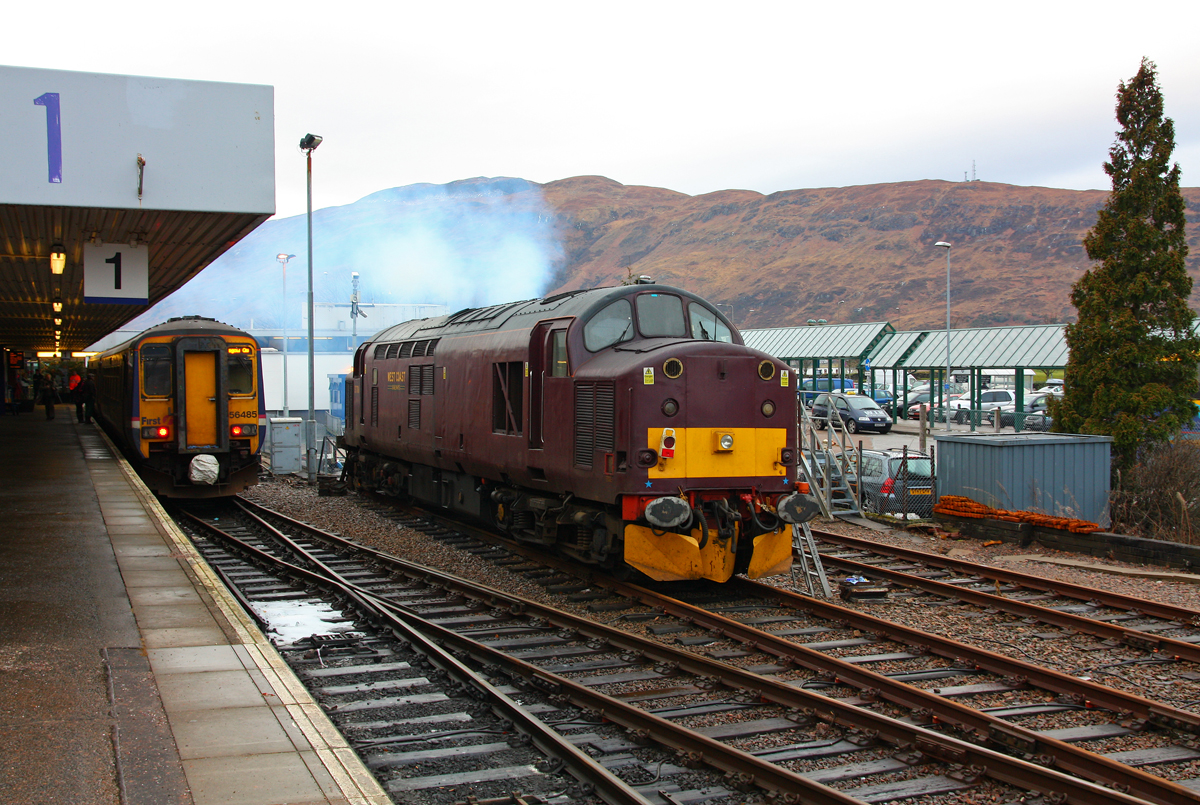
Diesellokomotive der Class 37 im neuen Bahnhof (2010)

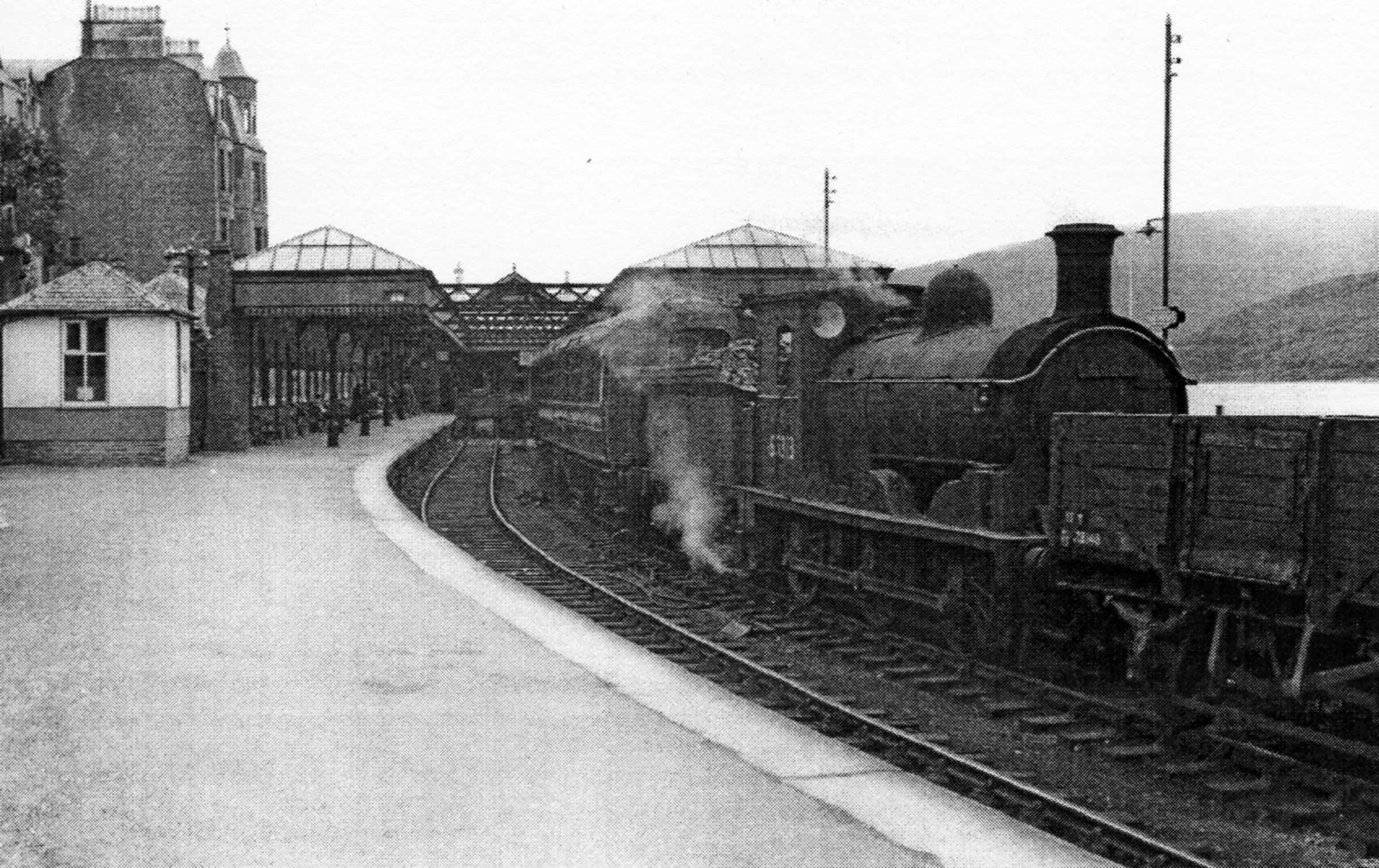
Alter Bahnhof (1957)

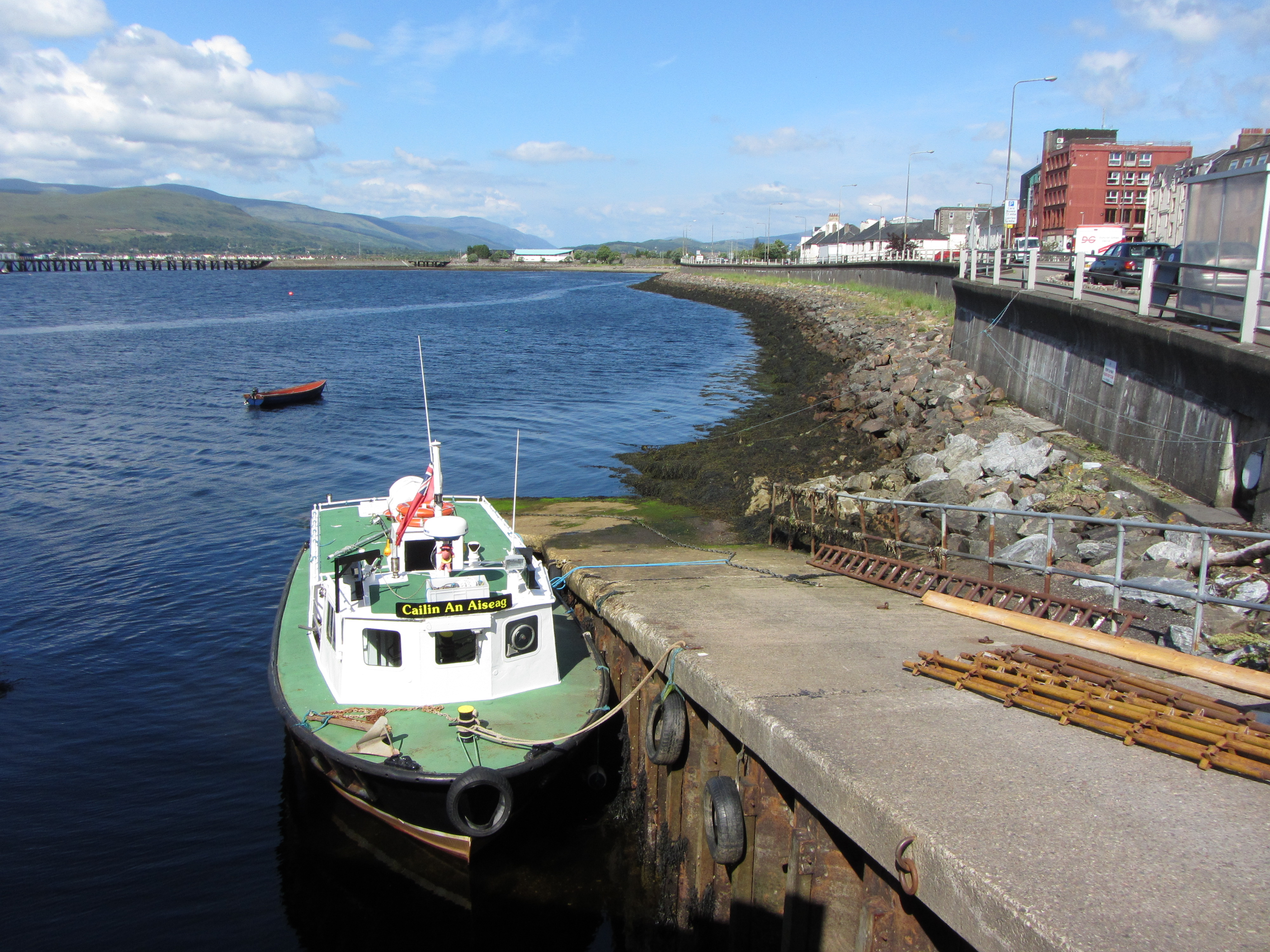
Fähranleger mit Fährboot nach Camusnagaul (2012)

Am 7. August 1894 eröffnete die Eisenbahngesellschaft West Highland Railway in Fort William einen Bahnhof an der West Highland-Bahnlinie von Glasgow nach Mallaig. Der Kopfbahnhof mit zwei Bahnsteigen lag längs des Ufers des Loch Linnhe. Am 7. Juni 1975 verkehrte dort der letzte Zug, sechs Tage später ging der neue Bahnhof in Betrieb.
Der ebenfalls als Kopfbahnhof ausgelegte neue Bahnhof wird jährlich von etwa 160.000 (2008/09) Reisenden frequentiert. Neben den von ScotRail mit Triebwagen bedienten Zügen zwischen Glasgow und Mallaig verkehrt ab Fort William außerdem der Caledonian Sleeper, der die Stadt direkt mit der britischen Hauptstadt London verbindet. In den Sommermonaten startet zusätzlich täglich der historische Dampfzug „The Jacobite“ von Fort William nach Mallaig.
Fort William ist zudem der wichtigste Busknotenpunkt in den westlichen Highlands und Ziel der meisten Buslinien in der Region. Es gibt Verbindungen nach Glasgow, Edinburgh und Inverness, aber auch in den dünn besiedelten Norden Schottlands bis hin zu landesweiten Zielen in England.
Die bedeutendsten Fernverkehrsstraßen, die nach Fort William führen, sind die A82 und die A830. Die A82 kommt von Richtung Süden aus Glasgow und führt weiter nach Inverness; die als Road to the Isles bekannte A830 führt von Fort William zur Hafenstadt Mallaig.

## Tourismus

### Tagesziele
- Ben Nevis, höchster Berg Großbritanniens (1345 m)
- Glen Nevis, sehenswertes Tal mit den Steall Falls (Wasserfällen) und dem Glen-Nevis-Besucherzentrum Ionad Nibheis
- Skigebiet Nevis Range am Aonach Mòr
- West Highland Museum mit der Geschichte der Jakobiten und der Gegend
- Glen Coe, beeindruckendes Tal
- Old Inverlochy Castle, Burgruine von 1270
- Ben Nevis Distillery mit Visitors Centre, Whiskybrennerei
- Neptune’s Staircase, Schleusenanlage am Kaledonischen Kanal mit sieben Stufen und Schwingbrücke
- Glenfinnan Monument am Loch Shiel, Denkmal für den Jakobitenaufstand von 1745 in romantischer Seenlandschaft, Glenfinnan-Viadukt (bekannt aus den Harry-Potter-Filmen)

### Fernwanderwege
Fort William ist der Zielpunkt eines der bekanntesten Fernwanderwege Schottlands, des West Highland Ways. Außerdem ist Fort William auch der Startpunkt des Great Glen Ways, der unter anderem Loch Ness passiert und nach Inverness führt. Der unmarkierte Cape Wrath Trail beginnt ebenfalls in Fort William und führt in den äußersten Nordwesten Schottlands.

## Underwater Centre
In Fort William ist das Underwater Centre ansässig, eines der führenden Fortbildungszentren für Berufstaucher in Europa. Jedoch ist es dort auch möglich, sich als Sporttaucher zu betätigen. Das Centre bietet ferner Tauchgänge in historischer und moderner professioneller Ausrüstung und in der Druckkammer an.

## Sport
Wenige Kilometer von der Stadtmitte, am Nevis Range, befindet sich eine Mountainbike-Abfahrt, die jährlich Tausende Sportler und Anhänger aus Großbritannien, sowie auch außerhalb, anzieht. Seit 2002 gehört diese Strecke zu den beliebtesten Austragungsorten für den Mountainbike-Weltcup. 2007 veranstaltete Fort William auch die Mountainbike-Weltmeisterschaften.
Im Winter ist Nevis Range sehr populär bei Skifahrern und Snowboardern und gehört zu den beliebtesten Wintersportorten in Großbritannien.
Der Fort William F.C. spielt in der Highland Football League, ist aber nicht so populär wie Shinty in Fort William. Deshalb hat der Fußballklub auch Probleme Spieler zu finden und muss folglich auch in der Liga leiden.

## Filme
Fort William und die Umgebung ist in zahlreichen Filmen als Produktionsstandort verwendet worden, unter anderem Being Human, Braveheart, Highlander, Restless Natives, und Rob Roy. Die britische TV-Serie Rockface wurde zum größten Teil in Fort William gedreht sowie auch einige Szenen aus Monarch of the Glen. Eine Szene des schottischen Films Local Hero wurde ebenfalls in Fort William gedreht.

## Mit Fort William verbundene Persönlichkeiten
- Kate Bracken (* 1990), britische Schauspielerin, wuchs in Fort William auf
- Michael Dixon (* 1962), britischer Biathlet, wurde in Fort William geboren
- Charles Kennedy (1959–2015), britischer Politiker und ehemaliger Vorsitzender der Liberaldemokraten, wuchs in Fort William auf[8]
- Allan McDonald (1859–1905), Dichter und katholischer Priester, wurde in Fort William geboren
- Fiona O’Donnell (* 1960), britische Politikerin, wuchs in Fort William auf